# 甘楽郡
- 令制国一覧 > 東山道 > 上野国 > 甘楽郡
- 日本 > 関東地方 > 群馬県 > 甘楽郡

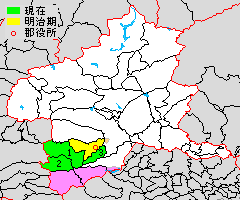
群馬県甘楽郡の範囲（1.下仁田町 2.南牧村 3.甘楽町 緑・黄・薄黄：第1次・第2次ともに所属 桃：第1次のみ所属 薄黄：後に他郡に編入された区域）

甘楽郡（かんらぐん）は、群馬県（上野国）南西部に存在する郡である。
人口18,798人、面積365.82km²、人口密度51.4人/km²。（2025年2月1日、推計人口）
以下の2町1村が含まれる。
- 下仁田町（しもにたまち）
- 南牧村（なんもくむら）
- 甘楽町（かんらまち）

## 郡域

### 甘楽郡（第1次）
概ね上記の区域を合わせたものだが、行政区画として画定されたものではない。

### 甘楽郡（第2次）
1950年（昭和25年）に改称した当時の郡域は、上記の2町1村以外では、現在の行政区画では概ね以下の区域に相当する。
- 高崎市（吉井町岩崎・吉井町上奥平・吉井町下奥平・吉井町坂口）
- 富岡市

## 歴史
明治以前までは神流川上流域にまたがる郡であったが、その後の郡の再編によって緑野郡との事実上の境界線変更が行われ、昭和以降の現在の郡域が確定した。
古代には「甘良郡」として『続日本紀』和銅4年（711年）に登場する。韓からの渡来人が多く住んだことから、「から」が変化して「かんら」となったと考えられる。同年3月6日 - 一部の郡域から多胡郡が設置された（『続日本紀』巻5「三月辛亥割上野國（中略）片岡郡（中略）別置多胡郡」）
式内社はのちの一宮で名神大社の貫前神社と宇芸神社の2社。
戦国時代、国峰城の小幡氏が、上杉氏・長尾氏・武田氏・後北条氏と主を変えながら活躍した。しかし後北条氏滅亡に伴い小幡氏は国峰から離れた。
徳川家康が関東に入ると、小幡藩と藤岡藩が置かれた。1600年に藤岡藩は改易。1616年には七日市藩が置かれ、江戸時代は小幡・七日市で二分されていた。
小幡藩ではのちに明和事件が起こっている。幕末には下仁田戦争（上京する水戸天狗党と高崎藩兵との衝突）の舞台となった。

### 甘楽郡（第1次）
- 江戸時代頃 - 行田村が碓氷郡に移る。

所属町村の変遷は南甘楽郡#郡発足までの沿革、北甘楽郡#郡発足までの沿革をそれぞれ参照
- 「旧高旧領取調帳」に記載されている明治初年時点での、当郡域3町131村の支配は以下の通り。幕府領は関東在方掛の岩鼻陣屋が管轄。他にも寺社領が各村に散在。（3町109村）
  - 後の南甘楽郡域（25村） - 幕府領
  - 後の北甘楽郡域（3町109村） - 幕府領、上野小幡藩、上野七日市藩
- 慶応4年6月17日（1868年8月5日） - 新政府が岩鼻陣屋に岩鼻県を設置。幕府領・旗本領を管轄。
- 明治4年
  - 7月14日（1871年8月29日） - 廃藩置県により、藩領が小幡県、七日市県の管轄となる。
  - 10月28日（1871年12月10日） - 第1次府県統合により、全域が群馬県（第1次）の管轄となる。
- 明治6年（1873年）6月15日 - 熊谷県の管轄となる。
- 明治9年（1876年）8月21日 - 第2次府県統合により、熊谷県が武蔵国の管轄地域を埼玉県に合併して群馬県（第2次）に改称。当郡域は群馬県の管轄となる。
- 明治11年（1878年）12月7日 - 郡区町村編制法の群馬県での施行により、甘楽郡のうち神流川上流の25村の区域に南甘楽郡が、残部の5町92村の区域に北甘楽郡がそれぞれ発足。同日甘楽郡（第1次）廃止。

### 甘楽郡（第2次）

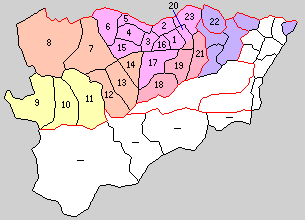
1.富岡町 2.黒岩村 3.一ノ宮町 4.丹生村 5.高田村 6.妙義町 7.小坂村 8.西牧村 9.尾沢村 10.月形村 11.磐戸村 12.青倉村 13.下仁田町 14.馬山村 15.吉田村 16.高瀬村 17.額部村 18.秋畑村 19.小幡町 20.福島町 21.新屋村 22.岩平村 23.小野村（紫：高崎市 桃：富岡市 赤：甘楽町 橙：下仁田町 黄：南牧村 －は近世の甘楽郡に含まれる地域）

- 昭和25年（1950年）4月1日 - 北甘楽郡が甘楽郡（第2次）に改称。以下の町村が所属。（6町17村）

富岡町、黒岩村、一ノ宮町、丹生村、高田村、妙義町（現・富岡市）、小坂村、西牧村（現・下仁田町）、尾沢村、月形村、磐戸村（現・南牧村）、青倉村、下仁田町、馬山村（現・下仁田町）、吉田村、高瀬村、額部村（現・富岡市）、秋畑村、小幡町（現・甘楽町）、福島町（現・富岡市、甘楽町）、新屋村（現・甘楽町）、岩平村（現・高崎市）、小野村（現・富岡市）。
- 昭和29年（1954年）4月1日 - 富岡町が小野村・黒岩村・一ノ宮町・高瀬村・額部村を編入のうえ市制施行して富岡市となり、郡より離脱。（4町13村）
- 昭和30年（1955年）
  - 1月15日 - 岩平村が多野郡吉井町・多胡村・入野村と合併し、改めて多野郡吉井町が発足、郡より離脱。（4町12村）
  - 3月10日 - 下仁田町・青倉村・馬山村・西牧村・小坂村が合併して下仁田町が発足。（4町8村）
  - 3月15日 - 磐戸村・月形村・尾沢村が合併して南牧村が発足。（4町6村）
  - 3月16日 - 小幡町・秋畑村が合併し、改めて小幡町が発足。（4町5村）
  - 3月20日 - 妙義町・高田村が合併し、改めて妙義町が発足。（4町4村）
  - 4月1日 - 吉田村が富岡市に編入。（4町3村）
- 昭和34年（1959年）2月1日（3町2村）
  - 小幡町・新屋村および福島町の一部（大字福島・小川）が合併して甘楽町が発足。
  - 福島町の残部（大字星田・君川・田篠）が富岡市に編入。
- 昭和35年（1960年）4月1日 - 丹生村が富岡市に編入。（3町1村）
- 平成18年（2006年）3月27日 - 妙義町が富岡市と合併し、改めて富岡市が発足、郡より離脱。（2町1村）

### 変遷表
| 明治22年4月1日 | 明治22年4月1日 | 明治22年 - 大正15年       | 昭和1年 - 昭和19年 | 昭和20年 - 昭和29年         | 昭和20年 - 昭和29年         | 昭和30年 - 昭和39年          | 昭和30年 - 昭和39年          | 昭和40年 - 昭和64年 | 平成1年 - 現在              | 現在     |
| -------------- | -------------- | ------------------------- | ------------------ | --------------------------- | --------------------------- | ---------------------------- | ---------------------------- | ------------------- | --------------------------- | -------- |
| 北甘楽郡       | 妙義町         | 妙義町                    | 妙義町             | 昭和24年4月1日 甘楽郡に改称 | 妙義町                      | 昭和30年3月20日 妙義町       | 昭和30年3月20日 妙義町       | 妙義町              | 平成18年3月27日 富岡市      | 富岡市   |
| 北甘楽郡       | 高田村         | 高田村                    | 高田村             | 昭和24年4月1日 甘楽郡に改称 | 高田村                      | 昭和30年3月20日 妙義町       | 昭和30年3月20日 妙義町       | 妙義町              | 平成18年3月27日 富岡市      | 富岡市   |
| 北甘楽郡       | 富岡町         | 富岡町                    | 富岡町             | 昭和24年4月1日 甘楽郡に改称 | 昭和29年4月1日 市制         | 富岡市                       | 富岡市                       | 富岡市              | 平成18年3月27日 富岡市      | 富岡市   |
| 北甘楽郡       | 小野村         | 小野村                    | 小野村             | 昭和24年4月1日 甘楽郡に改称 | 昭和29年4月1日 富岡市に編入 | 富岡市                       | 富岡市                       | 富岡市              | 平成18年3月27日 富岡市      | 富岡市   |
| 北甘楽郡       | 黒岩村         | 黒岩村                    | 黒岩村             | 昭和24年4月1日 甘楽郡に改称 | 昭和29年4月1日 富岡市に編入 | 富岡市                       | 富岡市                       | 富岡市              | 平成18年3月27日 富岡市      | 富岡市   |
| 北甘楽郡       | 一ノ宮町       | 一ノ宮町                  | 一ノ宮町           | 昭和24年4月1日 甘楽郡に改称 | 昭和29年4月1日 富岡市に編入 | 富岡市                       | 富岡市                       | 富岡市              | 平成18年3月27日 富岡市      | 富岡市   |
| 北甘楽郡       | 高瀬村         | 高瀬村                    | 高瀬村             | 昭和24年4月1日 甘楽郡に改称 | 昭和29年4月1日 富岡市に編入 | 富岡市                       | 富岡市                       | 富岡市              | 平成18年3月27日 富岡市      | 富岡市   |
| 北甘楽郡       | 額部村         | 額部村                    | 額部村             | 昭和24年4月1日 甘楽郡に改称 | 昭和29年4月1日 富岡市に編入 | 富岡市                       | 富岡市                       | 富岡市              | 平成18年3月27日 富岡市      | 富岡市   |
| 北甘楽郡       | 吉田村         | 吉田村                    | 吉田村             | 昭和24年4月1日 甘楽郡に改称 | 吉田村                      | 昭和31年4月1日 富岡市に編入  | 昭和31年4月1日 富岡市に編入  | 富岡市              | 平成18年3月27日 富岡市      | 富岡市   |
| 北甘楽郡       | 丹生村         | 丹生村                    | 丹生村             | 昭和24年4月1日 甘楽郡に改称 | 丹生村                      | 昭和35年4月1日 富岡市に編入  | 昭和35年4月1日 富岡市に編入  | 富岡市              | 平成18年3月27日 富岡市      | 富岡市   |
| 北甘楽郡       | 福島町         | 福島町                    | 福島町             | 昭和24年4月1日 甘楽郡に改称 | 福島町                      | 福島町                       | 昭和34年2月1日 富岡市に編入  | 富岡市              | 平成18年3月27日 富岡市      | 富岡市   |
| 北甘楽郡       | 福島町         | 福島町                    | 福島町             | 昭和24年4月1日 甘楽郡に改称 | 福島町                      | 福島町                       | 昭和34年2月1日 甘楽町と合併  | 甘楽町              | 甘楽町                      | 甘楽町   |
| 北甘楽郡       | 小幡村         | 大正14年5月10日 町制      | 小幡町             | 昭和24年4月1日 甘楽郡に改称 | 小幡町                      | 昭和30年3月16日 小幡町       | 昭和34年2月1日 甘楽町        | 甘楽町              | 甘楽町                      | 甘楽町   |
| 北甘楽郡       | 西野村         | 西野村                    | 西野村             | 昭和24年4月1日 甘楽郡に改称 | 西野村                      | 昭和30年3月16日 小幡町       | 昭和34年2月1日 甘楽町        | 甘楽町              | 甘楽町                      | 甘楽町   |
| 北甘楽郡       | 秋幡村         | 秋幡村                    | 秋幡村             | 昭和24年4月1日 甘楽郡に改称 | 秋幡村                      | 秋幡村                       | 昭和34年2月1日 甘楽町        | 甘楽町              | 甘楽町                      | 甘楽町   |
| 北甘楽郡       | 下仁田町       | 下仁田町                  | 下仁田町           | 昭和24年4月1日 甘楽郡に改称 | 下仁田町                    | 昭和30年3月10日 下仁田町     | 昭和30年3月10日 下仁田町     | 下仁田町            | 下仁田町                    | 下仁田町 |
| 北甘楽郡       | 坂牧村         | 明治23年4月 小坂村に改称  | 小坂村             | 昭和24年4月1日 甘楽郡に改称 | 小坂村                      | 昭和30年3月10日 下仁田町     | 昭和30年3月10日 下仁田町     | 下仁田町            | 下仁田町                    | 下仁田町 |
| 北甘楽郡       | 青倉村         | 青倉村                    | 青倉村             | 昭和24年4月1日 甘楽郡に改称 | 青倉村                      | 昭和30年3月10日 下仁田町     | 昭和30年3月10日 下仁田町     | 下仁田町            | 下仁田町                    | 下仁田町 |
| 北甘楽郡       | 馬山村         | 馬山村                    | 馬山村             | 昭和24年4月1日 甘楽郡に改称 | 馬山村                      | 昭和30年3月10日 下仁田町     | 昭和30年3月10日 下仁田町     | 下仁田町            | 下仁田町                    | 下仁田町 |
| 北甘楽郡       | 本宿村         | 明治23年12月 西牧村       | 西牧村             | 昭和24年4月1日 甘楽郡に改称 | 西牧村                      | 昭和30年3月10日 下仁田町     | 昭和30年3月10日 下仁田町     | 下仁田町            | 下仁田町                    | 下仁田町 |
| 北甘楽郡       | 西野牧村       | 明治23年12月 西牧村       | 西牧村             | 昭和24年4月1日 甘楽郡に改称 | 西牧村                      | 昭和30年3月10日 下仁田町     | 昭和30年3月10日 下仁田町     | 下仁田町            | 下仁田町                    | 下仁田町 |
| 北甘楽郡       | 南野牧村       | 明治23年12月 西牧村       | 西牧村             | 昭和24年4月1日 甘楽郡に改称 | 西牧村                      | 昭和30年3月10日 下仁田町     | 昭和30年3月10日 下仁田町     | 下仁田町            | 下仁田町                    | 下仁田町 |
| 北甘楽郡       | 磐戸村         | 磐戸村                    | 磐戸村             | 昭和24年4月1日 甘楽郡に改称 | 磐戸村                      | 昭和30年3月15日 南牧村       | 昭和30年3月15日 南牧村       | 南牧村              | 南牧村                      | 南牧村   |
| 北甘楽郡       | 月形村         | 月形村                    | 月形村             | 昭和24年4月1日 甘楽郡に改称 | 月形村                      | 昭和30年3月15日 南牧村       | 昭和30年3月15日 南牧村       | 南牧村              | 南牧村                      | 南牧村   |
| 北甘楽郡       | 尾沢村         | 尾沢村                    | 尾沢村             | 昭和24年4月1日 甘楽郡に改称 | 尾沢村                      | 昭和30年3月15日 南牧村       | 昭和30年3月15日 南牧村       | 南牧村              | 南牧村                      | 南牧村   |
| 北甘楽郡       | 岩平村         | 岩平村                    | 岩平村             | 昭和24年4月1日 甘楽郡に改称 | 岩平村                      | 昭和30年1月15日 多野郡吉井町 | 昭和30年1月15日 多野郡吉井町 | 多野郡 吉井町       | 平成21年6月1日 高崎市に編入 | 高崎市   |
| 多胡郡         | 吉井町         | 明治29年4月1日 多野郡発足 | 吉井町             | 吉井町                      | 吉井町                      | 昭和30年1月15日 多野郡吉井町 | 昭和30年1月15日 多野郡吉井町 | 多野郡 吉井町       | 平成21年6月1日 高崎市に編入 | 高崎市   |
| 多胡郡         | 多胡村         | 明治29年4月1日 多野郡発足 | 多胡村             | 多胡村                      | 多胡村                      | 昭和30年1月15日 多野郡吉井町 | 昭和30年1月15日 多野郡吉井町 | 多野郡 吉井町       | 平成21年6月1日 高崎市に編入 | 高崎市   |
| 多胡郡         | 入野村         | 明治29年4月1日 多野郡発足 | 入野村             | 入野村                      | 入野村                      | 昭和30年1月15日 多野郡吉井町 | 昭和30年1月15日 多野郡吉井町 | 多野郡 吉井町       | 平成21年6月1日 高崎市に編入 | 高崎市   |